# Julián Panelo de Melo
Julián Panelo de Melo o bien Julián de Panelo y Melo (Buenos Aires, Virreinato del Río de la Plata, 1780 - Estado de Buenos Aires, enero de 1856) era un rico hacendado, comerciante y político argentino que fuera uno de los defensores de la segunda invasión inglesa a Buenos Aires en 1807 y que luego de la Revolución de Mayo de 1810 se adhirió a la misma en junio con un donativo anual. Consecuentemente fue uno de los socios fundadores, junto a Manuel Moreno, de la Sociedad Patriótica de 1811, luego de que la Primera Junta se transformara en la Junta Grande con la incorporación de los diputados del interior.
Además fue de los que financió a los Treinta y Tres Orientales para realizar la Cruzada Libertadora en 1825, y de esta manera, lograr la recuperación de la rioplatense Provincia Oriental que con el nombre de Provincia Cisplatina se encontraba en poder del Imperio del Brasil, pero una vez reincorporada en dicho año provocó la guerra con este último país, hasta que firmaran la Convención Preliminar de Paz de 1828, en el cual se acordaría el cese de las hostilidades y la independencia del territorio con el nombre de Estado Oriental del Uruguay, cuyo primer gobernador y capitán general provisorio sería el montevideano Luis Eduardo Pérez Pagola.

## Biografía hasta la expulsión británica del Río de la Plata

El Virreinato del Río de la Plata en 1783 (creado en 1777, luego de ser separado del Virreinato del Perú el corregimiento chileno del Cuyo, la nominal provincia de Charcas y las gobernaciones autónomas de Buenos Aires, del Paraguay y del Tucumán).
Además se le adjudicó las islas luso-africanas Fernando Poo y Annobón desde 1778 hasta 1782, las reducciones chaqueñas del Bermejo (hasta su abandono en 1793), la intendencia de Puno (hasta 1796), el corregimiento peruano de Arica (hasta 1784), las Misiones Orientales (hasta 1801, por anexionárselas el virreinato luso-brasileño), el litoral del Pacífico atacameño desde el río Loa hasta el Paposo (hasta 1803, en que volvió al virreinato peruano, y desde 1813 hasta 1826, año en que pasó a Bolivia), desierto y Puna de Atacama (ambos hasta 1826), la Patagonia oriental (en forma efectiva solo en la costa atlántica desde 1779) y la comandancia de las Islas Malvinas.
- La Capitanía General de Chile era también una dependencia autónoma dentro del virreinato peruano —con ceca propia desde el año 1733, que perdió el archipiélago de Chiloé con sus fuertes continentales, el cual pasó a ser una dependencia directa del Perú desde 1768 hasta 1824, y al ser realista se integraría por el tratado de Tantauco a la República de Chile en 1826, al igual que también perdió brevemente el gobierno de Osorno desde 1798 hasta 1802— y de esta forma, el territorio chileno recién pasó a ser una entidad política colonial separada desde el 15 de mayo de 1798 hasta 1810, en que se independizó hasta 1814, año que sería recobrada por el Imperio español hasta 1818.

### Origen familiar y primeros años
Julián Panelo de Melo había nacido en el año 1780 en la ciudad de Buenos Aires, capital de la superintendencia homónima y al mismo tiempo del Virreinato del Río de la Plata, y al poco tiempo fue bautizado en la misma ciudad de dicho año. Era hijo del porteño Estanislao José Panelo y González Pastor, un maestro de primeras letras, y de su esposa Olegaria de Melo.
Sus abuelos paternos eran el rico comerciante sardo-piamontés Juan Antonio Panelo, que fue nombrado durante la ocupación británica de Manila como teniente de gobernador general de Filipinas y al mismo tiempo ocupaba el cargo de alcalde mayor de Pampanga desde 1762 hasta 1764, y su esposa María Gregoria González Pastor.
Por lo tanto, los tatarabuelos paternos por la vía de esta última eran Juana de Arroyo (ca. 1675-f. después de 1738) y el capitán Alonso Pastor de Gaete (ca. 1665-f. después de 1758), licenciado en leyes, siendo hijo del general hispano-castellano Alonso Pastor Ramírez (n. Carrión de los Condes, Tierra de Campos palentino, ca. 1625) —cuyos padres eran Alonso Magdaleno Pastor y Catalina Ramírez— y de su esposa María de Gaete Izarra que había nacido en Buenos Aires entre enero y el 10 de febrero de 1622, la cual fuera dotada para poder casarse en 1650 el 7 de septiembre de 1649 por sus padres el extremeño Gaspar de Gaete Cervantes y Jiménez de Gudelo (1582-Buenos Aires, 25 de marzo de 1647) y su cónyuge porteña Polonia de Astor Izarra.
Tenía un hermano llamado Pantaleón José Feliciano Panelo que adquirió en el año 1816 la estancia San Pedro del departamento entrerriano de Concepción del Uruguay, y que posteriormente fue elegido diputado departamental en 1821 y al año siguiente, fue firmante del Estatuto Constitucional de Entre Ríos de 1822.
Su cuñada viuda Petrona Pérez de Panelo, madre de Luisa nacida en 1816, Gregorio nacido en 1818 y Manuela Panelo nacida en 1819, vendió el 5 de diciembre de 1846 la citada estancia San Pedro de su difunto marido por la suma de $ 15.200 al entonces gobernador entrerriano Justo José de Urquiza.

### Los Panelo ante la ocupación británica de Buenos Aires
Durante la primera invasión inglesa en 1806, que estaba comandada por el entonces coronel William Carr Beresford, se logró rendir a la ciudad de Buenos Aires el 27 de junio, apoderándose de ella. Los porteños, en donde estaba incluido el rico comerciante Panelo, estaban descontentos con la Corona española por el monopolio comercial impuesto hacía siglos —aunque se había flexibilizado un poco con el Reglamento de libre comercio con América del año 1778, pero dentro de un marco de protección y vigilancia— por lo cual, en un primer momento los invasores fueron bien recibidos por los habitantes locales, ya que una de las primeras medidas fue decretar una reducción de aranceles y una verdadera libertad de comercio, pero al evidenciarse que los británicos querían convertir al Río de la Plata en una colonia suya, los porteños comenzaron a agruparse para preparar la reconquista de la ciudad.
Mientras tanto el virrey-marqués Rafael de Sobremonte que estaba preparando la resistencia, se había instalado en la ciudad de Córdoba que la había convertido en capital virreinal provisoria. Los Húsares de Pueyrredón y los Blandengues de la Frontera intentaron desalojarlos pero fueron derrotados por las fuerzas británicas en el Combate de Perdriel del 1 de agosto de 1806, aunque se reorganizaron junto a la «Columna de Liniers» con unos cuantos subalternos como el entonces subteniente Martín Lacarra y varios voluntarios orientales como Pedro José Viera, a los que se sumaron los «Voluntarios de Álzaga» y los «Voluntarios de Indios, Pardos y Morenos de Juan del Pino». De esta manera, la ciudad de Buenos Aires fue liberada por dichas fuerzas rioplatenses el 12 de agosto del mismo año.
Tras la capitulación del 12 de octubre del ya general William Carr Beresford, quien fuera el efímero gobernador británico de Buenos Aires desde el 25 de junio del mismo año, el comandante bonaerense Santiago de Liniers emitió el 6 de septiembre un documento, ante la posibilidad de una segunda invasión, instando a la población a organizarse en cuerpos militares separados según su origen hispano, surgiendo así el 14 de agosto la Compañía de Cazadores Correntinos al mando de Juan José Fernández Blanco y que fuera agregada como novena compañía al nuevo «Batallón de Voluntarios Urbanos Cántabros de la Amistad» o bien Tercio de Vizcaínos creado el 8 de septiembre de 1806, que incluía a la primera compañía de Castellanos Viejos, a las seis compañías de Vizcaínos y Navarros, y a las dos compañías de Asturianos, posteriormente surgieron el Tercio de Gallegos el 17 de septiembre, el Tercio de Cántabros Montañeses el 18 de septiembre, el Tercio de Miñones de Cataluña el 25 de septiembre y el Tercio de Andaluces el 8 de octubre del mismo año.

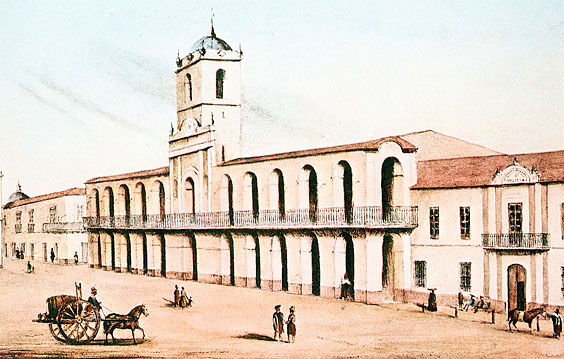
El Cabildo de Buenos Aires (litografía de Alberico Isola, del).

Liniers fue nombrado gobernante militar o capitán general por el Cabildo de Buenos Aires, dejando el gobierno civil a la real audiencia homónima de la cual el doctor Miguel Mariano de Villegas formaba parte. El hacendado vasco-español Martín de Álzaga fue nombrado alcalde ordinario de primer voto desde el 1 de enero del siguiente año. Los regidores Martín José de Monasterio y Ortiz Basualdo, junto al oidor bonaerense Manuel de Velasco, fueron enviados con la escolta de una milicia de voluntarios por orden de un cabildo abierto del 10 de febrero, para deponer y apresar al virrey Sobremonte.

## Defensor ante la segunda invasión inglesa al Río de la Plata

### Desembarco británico en la Ensenada de Barragán

Las localidades costeras del Río de la Plata del virreinato homónimo en 1807: Barragán, Quilmes, Buenos Aires, entre otras.

Durante la segunda invasión inglesa de 1807 —que empezó con el sitio y caída de Montevideo el 3 de febrero— el almirante Murray desembarcó a los británicos en la Ensenada de Barragán el 28 de junio del mismo año, y la vanguardia británica al mando del general John Levison Gower, que estaba compuesta por las brigadas de Robert Craufurd y de William Lumley, avanzó sin ser atacada hasta la localidad bonaerense de Quilmes.
Mientras tanto, había llegado al Virreinato del Río de la Plata la resolución de la Corte española declarando al gobernador montevideano Pascual Ruiz Huidobro como virrey interino, pero como este había sido embarcado hacia Londres luego de la caída de Montevideo, el militar de mayor rango presente en ese entonces era Liniers y quien fuera nombrado en reemplazo de Huidobro por la Real Audiencia de Buenos Aires como el flamante virrey.

### Defensa hispana ante el avance del enemigo en el Riachuelo
El ejército español de Buenos Aires se puso en marcha el 1 de julio para proteger el paso del Riachuelo, un afluente del Río de la Plata, con 6.860 hombres y 53 cañones, y entre los vecinos del territorio que defendieron la ciudad figuró Julián Panelo de unos veintisiete años de edad, junto a Juan Pablo Rodríguez, Floro Zamudio, Antonio Luciano Ballester, Anacleto de las Cagigas y otros más, y de esta forma se consolidarían las milicias bonaerenses.

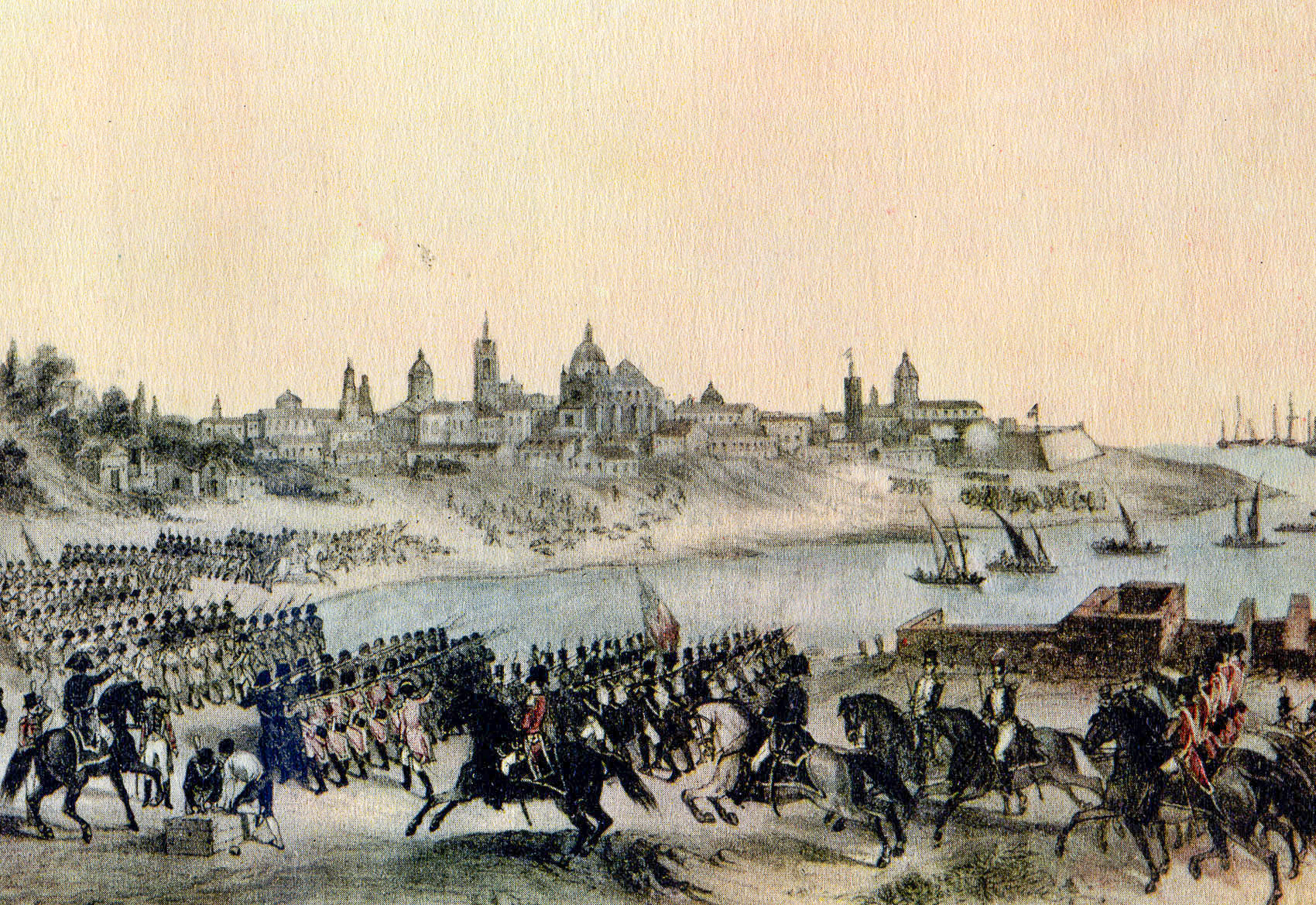
Las Invasiones Inglesas a Buenos Aires por el sur, en el paso del Riachuelo que es un afluente del Río de la Plata (litografía de 1807, por Madrid Martínez).

El ejército británico avanzó con dificultades los 50 kilómetros que separaban la Ensenada de Barragán y la capital, y el 3 de julio el ejército del nuevo virrey interceptó el primer avance del enemigo iniciándose así el combate de Miserere, pero el grupo comandado por Craufurd logró dividir y hacer retroceder a los hombres de Liniers, y al llegar la noche, el combate cesó y muchos milicianos se retiraron a sus viviendas, por lo que consecuentemente los británicos sitiaron la capital el 4 de julio.
El alcalde porteño Martín de Álzaga ordenó montar pozos, barricadas y trincheras en las diferentes calles de la urbe por las que el enemigo podría entrar, además de reunir todo tipo de armamento. En la mañana del 5 de julio el ejército británico volvió a reunirse en Miserere, confiado en su supremacía, por lo que el teniente general John Whitelocke ordenó ingresar a la ciudad en 12 columnas, además de no disparar sus armas hasta llegar a la plaza de la Victoria, por lo que se dirigirían separadamente hacia el fuerte de Buenos Aires y el Retiro por distintas calles.
Liniers y Álzaga habían logrado reunir un ejército de 9.000 milicianos, apostados en distintos puntos de la ciudad, por lo que el avance de las columnas enemigas se vieron severamente entorpecido por las defensas montadas, el fuego permanente desde el interior de las casas y los malentendidos entre los comandantes británicos, Whitelocke vio como sus hombres eran embestidos en cada esquina porteña que mediante la lucha callejera, los vecinos de Buenos Aires superaron la disciplina de las tropas británicas y luego de una encarnizada lucha, Whitelocke perdió más de la mitad de sus hombres entre los prisioneros y los muertos.
Cuando la mayoría de las columnas habían caído, Liniers exigió la rendición pero Craufurd que seguía atrincherado en la iglesia de Santo Domingo, rechazó la oferta y la lucha se extendió hasta pasadas las tres de la tarde. Whitelocke recibió las condiciones de la capitulación hacia las seis de la tarde ese mismo día y el 7 de julio comunicó la aceptación de la misma, a la cual por exigencia de Álzaga, se le había añadido un plazo de dos meses para abandonar la ciudad de Montevideo. Finalmente las tropas británicas se retiraron de Buenos Aires y abandonarían la Banda Oriental el 9 de septiembre del mismo año.

### Comerciante internacional durante la época colonial
Luego de las Invasiones Inglesas se reanudaron las relaciones comerciales, y la goleta inglesa Lovely Elisa al mando del capitán William Courtis que había anclado el 18 de enero de 1809 en el puerto de Buenos Aires, capital del entonces Virreinato del Río de la Plata, al año siguiente, el comerciante Julián Panelo exportó o despachó el 13 de marzo de 1810 un cargamento de 1.000 aspas, 8.000 cueros al pelo y 15 cajones de cobre en planchas para ser distribuidos en puertos extranjeros.
A poco más de un mes de la inminente independencia de facto del Imperio español, Julián Panelo fue consignatario el 17 de abril de 1810 por la fragata inglesa Lancaster del capitán William Trumbull de un cargamento, el que una semana anterior no se le había podido entregar debido a la demora en la traducción de las facturas —al igual que ocurrió con la otra fragata Lord Stranford con mercaderías para el comerciante consignatario Martín José de Monasterio— el cual se componía de 2 cajones de pañuelos, 8 cajones de panas, 6 fardos de paños, 22 cajones de listado de algodón, 463 cajones de cristales, 120 canastos de losa, 1.000 ollas de hierro, 5.364 barras de hierro, 4 cajones de pontivies o lienzo de algodón, 1 cajón de muselina y 2 cajones de estopillas de algodón.

## Ingreso en la política luego de la Revolución de Mayo

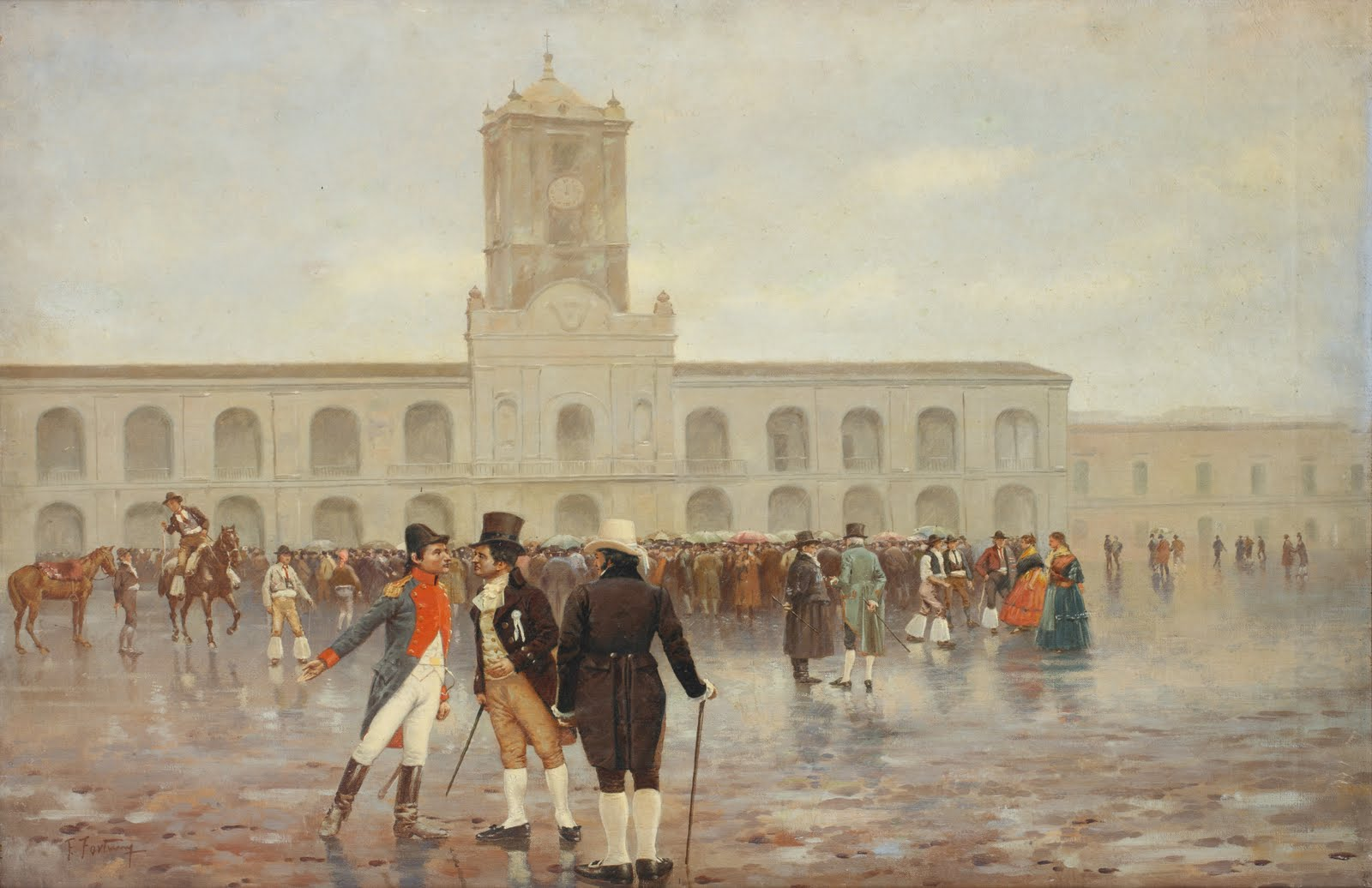
La Revolución de Mayo de 1810 (por Francisco Fortuny).

### Adhesión y donativos a la causa emancipadora rioplatense
Acontecida la revolución del 25 de mayo de 1810 por los patriotas, iniciarían así la Guerra de la Independencia Argentina por establecer de facto la secesión de las Provincias Unidas del Río de la Plata y el establecimiento de la Primera Junta de Gobierno.
Julián Panelo puso su persona y su fortuna al servicio de la causa de emancipadora el 11 de julio del mismo año, donando 40 pesos duros o bien 320 reales, y la misma cantidad anualmente, incluyendo la fecha citada, y además actuaría años después como alcalde de barrio de la ciudad de Buenos Aires.

### Miembro fundador de la Sociedad Patriótica

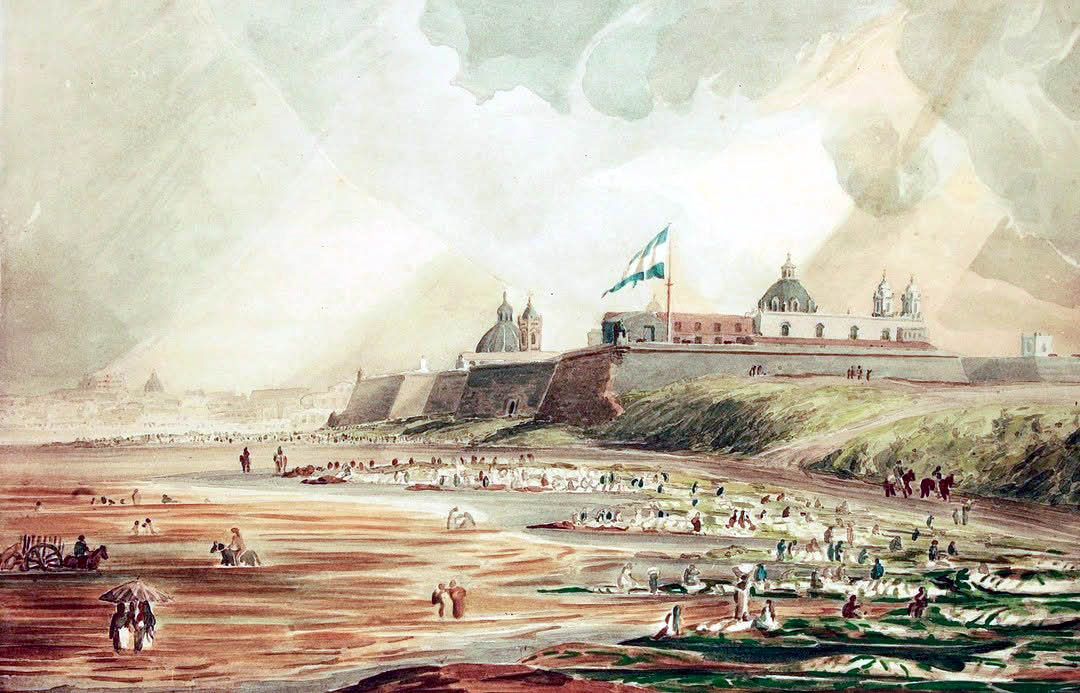
El Fuerte de Buenos Aires luego de la Revolución de Mayo con la bandera argentina, visto desde la rivera norte donde se encontraba el Palacio de los Virreyes que había sido construido en 1787, en donde residió la primera virreina consorte criolla Ana de Azcuénaga de Olaguer Feliú (1797-1799), la cual era una prima segunda materna de María Josefa de Ugarte —y esta a su vez, una prima paterna de la emperatiz consorte Ana María de México— y que estaba enlazada con el regidor colonial Martín José de Monasterio, el cual sería enviado en 1807 por el cabildo abierto de Buenos Aires para deponer y apresar al virrey Rafael de Sobremonte (por Emeric Essex Vidal, 1816).

Posteriormente a la Revolución de Mayo de 1810, fue uno de los socios fundadores de la Sociedad Patriótica de 1811 junto a Manuel Moreno, luego de que la Primera Junta de Gobierno de las Provincias Unidas del Río de la Plata se transformara en la Junta Grande con la incorporación de los diputados del interior.
Este grupo morenista se reunía en el famoso Café de Marco ubicado en la esquina de las actuales calles Bolívar, la cual iba del colegio a la Plaza Mayor, y Alsina, habiendo sido inaugurado por su fundador Pedro José Marco en el año 1801. Otros integrantes de dicha sociedad fueron Julián Álvarez, Hipólito Vieytes, Nicolás Rodríguez Peña, Juan Larrea, Agustín José Donado, Francisco Planes, Ignacio Núñez, entre otros. En este mismo café también se reunían los integrantes de la Sociedad del Buen Gusto.
El contrincante grupo saavedrista, en el cual era uno de sus miembros el deán Gregorio Funes, se reunía en el Café de los Catalanes y estaba ubicado en la esquina nordeste de las actuales calles Cangallo y San Martín.

### Consiliario del Consulado de Comercio de Buenos Aires
En el Consulado de Comercio de Buenos Aires, que era una institución que había sido erigida en el año 1794 por varios comerciantes locales a modo de tribunal comercial del extinto virreinato, en el cual figuraba como consiliario el rico comerciante Francisco Ignacio de Ugarte y en 1803 como prior del mismo, y que se conservaría en las ya independizadas Provincias Unidas del Río de la Plata, se había nombrado a las nuevas autoridades argentinas el 6 de junio de 1810, siendo elegido como prior a Antonio Pirán, como 1er cónsul a Francisco Antonio de Escalada, como su 2.º a Benito Iglesias y como síndico a José Agustín de Lizaur, además de los siguientes consiliarios: Martín José de Monasterio, Ignacio de Rezaval, José Rubio, Pedro Botet, Francisco de la Peña, Fernández Cristóbal de Aguirre, José Isasí, Francisco Chavarría y Manuel Zamudio.
El 2 de julio del mismo año, el comerciante Julián Panelo les propuso una innovación para el comercio con extranjeros, pero dicha Junta de Comercio no la aceptó en los términos concertados por los serios perjuicios que podría acarrear la venta en remate. Ya en el pasado la Junta se había pronunciado con un mismo dictamen ante un pedido similar.
El influyente Julián Panelo logró ser electo consiliario del Consulado el 16 de junio de 1812, cuando ya en dicho año se había acordado que dos tercios de los electores y de los elegidos sean oriundos de las Provincias Unidas, quedó electo como prior de la Junta Manuel Obligado —el padre de Pastor Obligado, segundo gobernador del escindido Estado de Buenos Aires desde 1853 hasta 1858— y eran el 1er cónsul Juan José de Larramendi y el 2.º, Nicolás de Anchorena, el síndico era Juan Bautista Castro, y los demás consiliares eran Francisco Antonio de Escalada, Ambrosio de Lezica, Gaspar Ugarte, Agustín Aguirre, Benito Iglesias, José Joaquín Bedoya, Antonio Pirán y Francisco Antonio de Letamendi.
Panelo seguía ocupando en enero de 1814 uno de los sitiales de consiliario en la Junta de Gobierno, cuando asistió a las primeras reuniones de la misma en donde volvió a reclamar que se permitiera hacer remates por lo menos para mercaderías inglesas en las casas particulares de los comerciantes —hasta este momento solo en las casas de los martilleros se hacían los remates— lo cual terminó siendo aceptado y convertido en un permiso general de remate con mercaderías extranjeras, pero regulado bajos ciertas normas de seguridad.
Por ese mismo año también ocupaba el cargo de alcalde de barrio del cuartel n.º 7 de la ciudad de Buenos Aires y pidió autorización en el mismo año para ausentarse por poco tiempo, ya que tenía que dedicarle a sus propios negocios en la ciudad de Santa Fe, y al permitirle la licencia dejó en su lugar como interino a José María Urien, y posteriormente pidió que lo exoneren para solo ocupar el puesto de consiliario pero le fue denegada, y aquel cargo lo desempeñó hasta el 20 de julio de 1814, para dedicarse a sus negocios y a ser alcalde de barrio.
En el año 1816, volvió a ocupar el cargo de consiliario y en las elecciones del 6 de junio de 1817, fue elegido como síndico del Consulado pero finalmente se excusó y dejó en el puesto a su teniente síndico Juan Pedro Aguirre.

### Rico hacendado de la provincia de Buenos Aires
Como heredero hacia 1819 de los negocios familiares, que sumado a los logros propios y la consecuente capitalización, se transformó en un rico hacendado argentino, y el 24 de enero de 1820 realizó la escritura de una chacra bonaerense, aunque en el mismo protocolo reconociera el 21 de febrero del mismo año la propiedad de la misma a su madre viuda Olegaria de Melo, quien finalmente fallecería ocho años después.

### Miembro de la Asamblea de Industria
Posteriormente el gobernador bonaerense Martín Rodríguez —que al mismo tiempo era encargado del Poder Ejecutivo Nacional de 1820 a 1824— lo nombró en el año 1821 como uno de los miembros de la Asamblea de Industria junto a Juan Manuel de Rosas, Manuel H. Aguirre, Juan José de Anchorena, José María Rojas, Juan Alsina, Patricio Lynch, Pedro Capdevila, Mauricio Pizarro, Mariano Zavaleta, José Eugenio Trillo, Juan Domingo Banegas y varios más.

## La Cruzada Libertadora a la Provincia Oriental y deceso

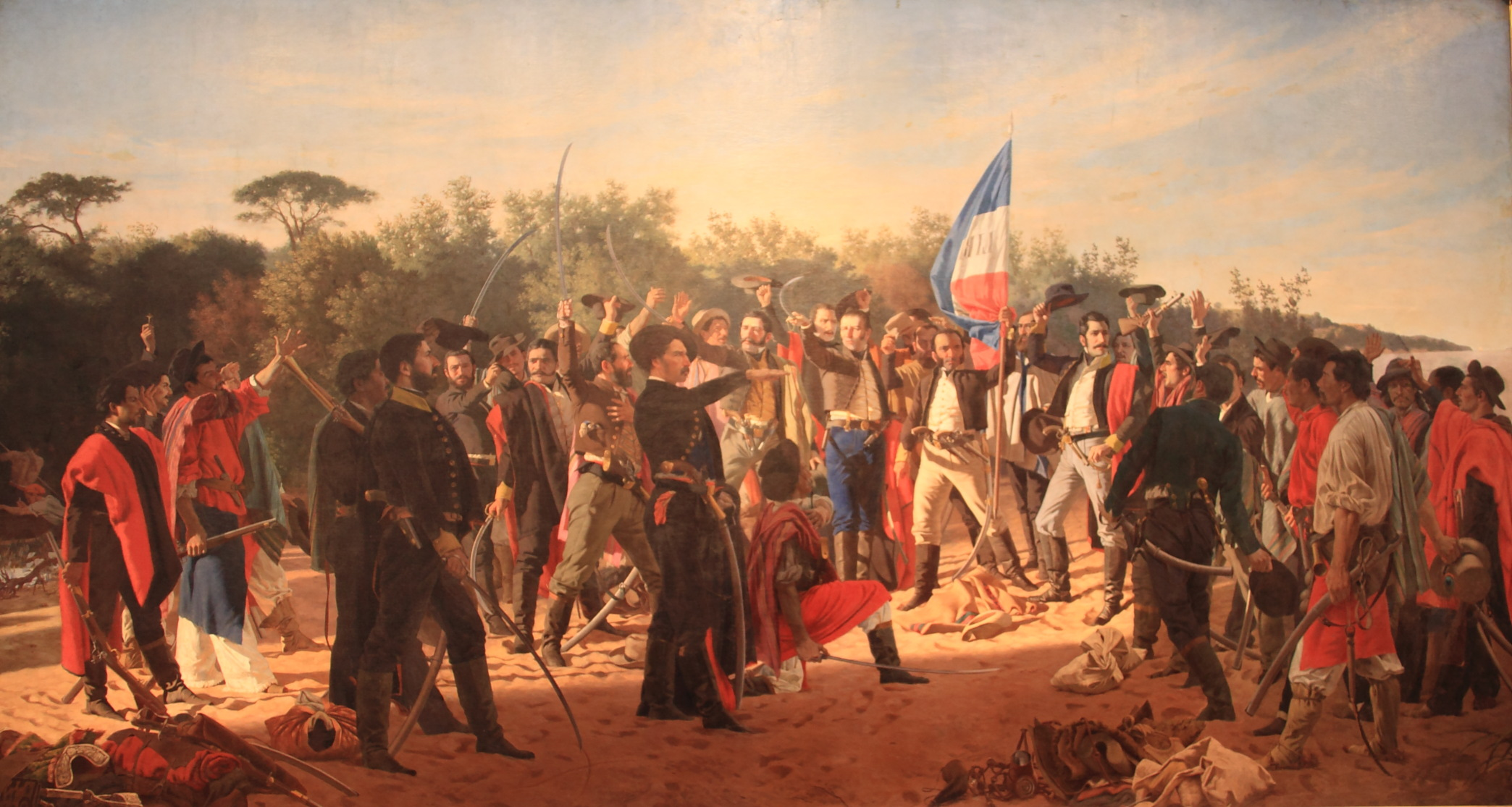
El Juramento de los Treinta y Tres Orientales,
(óleo de Juan Manuel Blanes, en el museo homónimo).

### Financiador para la recuperación de la usurpada provincia rioplatense
Con el gobierno de la provincia de Buenos Aires, fue uno de los que financió con 500 pesos duros o bien 4.000 reales a los Treinta y Tres Orientales en 1825 para la recuperación de la Provincia Oriental argentina que se encontraba en poder del Imperio del Brasil.
Junto a él también contribuyeron Miguel Riglos y Ramón Larrea, ambos con 1.000 pesos duros o bien 8.000 reales, Félix de Álzaga y Juan Pedro Aguirre, cada uno con 500 pesos de plata o bien 4.000 reales y Mariano Fragueiro con 300 pesos de plata o bien 2.400 reales, entre otros.

### La Guerra del Brasil y el incipiente Estado Oriental del Uruguay
Una vez reincorporada dicha provincia rioplatense, provocó la Guerra del Brasil hasta que se firmó la Convención Preliminar de Paz de 1828, en el cual se acordó la independencia del territorio y el cese de las hostilidades, cuyo primer gobernador y capitán general provisorio del Estado Oriental del Uruguay sería el último gobernador rioplatense provincial Luis Eduardo Pérez y Pagola que fuera a su vez un sobrino tercero del general José Gervasio de Artigas.
El incipiente Estado, luego de un breve mandato de Joaquín Suárez, fue gobernado provisionalmente por el exdirector supremo porteño José Rondeau desde 1828 hasta 1830, que fue sucedido en un efímero mandato de medio año por Juan Antonio Lavalleja, hasta que por la primera Constitución uruguaya promulgada el 28 de junio de aquel último año, y jurada por el pueblo el 18 de julio, asumiera por solo 2 semanas como primer presidente interino el ya citado Luis Eduardo Pérez, para entregarle el mandato electo al flamente primer presidente constitucional Fructuoso Rivera. 

### Fallecimiento
El acaudalado hacendado Julián Panelo de Melo finalmente en alguna parte del entonces semiindependiente Estado de Buenos Aires fallecería en enero de 1856.

## Matrimonio y descendencia
El comerciante Julián Panelo de Melo se unió en matrimonio en Buenos Aires el 2 de octubre de 1810 con María Vicenta Pérez de Saravia y Pérez. (n. Montevideo, ca. 1790), siendo la hermana de Petrona Pérez de Saravia casada con su concuñado Pantaleón Panelo de Melo e hijas legítimas de Manuel Pérez de Saravia y Sorarte Báez de Alpoin y de Catalina Pérez, y nietas paternas de Francisco Pérez de Saravia (Vizcaya, ca. 1710-Yapeyú, diciembre de 1774), primer teniente de gobernador de Yapeyú desde 1771 hasta 1774, y de su esposa Sabina Gregoria Josefa de Sorarte Andonaegui y Báez de Alpoin (n. Buenos Aires, 25 de octubre de 1713).
Su esposa María Vicenta, a través de su ya citada abuela Sabina Gregoria por ser esta una tataranieta y chozna de los que siguen a continuación, era una descendiente del teniente de gobernador bonaerense Francisco García Romero y de su esposa Mariana González de Santa Cruz —una hermana del santo mártir jesuita Roque González de Santa Cruz, siendo estos dos últimos, hijos del hispano-leonés Bartolomé González de Villaverde, escribano de la ciudad de Asunción del Paraguay— además de ser también una descendiente de los azorano-portugueses Amador Vaz de Alpoim y Margarita Cabral de Melo, la hermana menor de Inés Nunes Cabral de Melo que estaba matrimoniada con Gil González de Moura.
Fruto de dicho enlace entre Julián Panelo de Melo y María Vicenta Pérez de Saravia hubo por lo menos tres hijos documentados:
- José Estanislao Panelo y Pérez de Saravia[39] (n. Buenos Aires, 6 de mayo de 1817) que fue bautizado en la misma ciudad al día siguiente de nacer y el cual posteriormente, por ser vecino notorio fue nombrado alcalde de Concordia gracias al apoyo del general José Miguel Galán quien fuera el gobernador delegado de la provincia de Entre Ríos del director provisorio confederal Justo José de Urquiza.[39] Estanislao Panelo se había unido en matrimonio con Doraliza Rivas y con quien tuvo diez hijos: el primogénito Julián Panelo Rivas,[39][40][41] que se casó con su prima materna Clara Narcisa Bosch Rivas, y la segundogénita era Isolina Panelo Rivas que se enlazó con el rico hacendado y empresario Eduardo Nebel Nin —un hijo y nieto paterno de los ricos comerciantes germánicos Fernando Ernesto y su padre Bernardo Nebel respectivamente, y materno del rico marino mercante hispano-catalán Antonio Nin y Soler y de su esposa Benita Reyes del Villar, además de bisnieto paterno de Johann Nikolaus von Nebel, alcalde napoleónico de Coblenza de 1804 a 1808— y que concebirían al sucesor Eduardo Nebel Panelo.

- Julián Panelo y Pérez de Saravia[39] (n. ib., 5 de mayo de 1827) bautizado el día 15 del mes de nacimiento, se casó hacia 1846 con María Josefa Pérez (n. ca. 1828) y ambos fueron padrinos de bautismo en Concordia en 1847 de su ya citado sobrino Julián Panelo Rivas (n. 1843), el cual fuera realizado por el presbítero Ramón Navarro.[39]

- Sara Felisa Panelo Pérez[34][42][43] (n. ib.,[34] 14 de enero de 1832) fue bautizada el día 27 del mes y ciudad de nacimiento, y se matrimonió con el vasco-francés Félix Dufourq D’Hiriart[22][42][43] (n. Sur de Francia,[43] ca. 1820), miembro de una antigua noble familia gala, quien se dedicaba desde 1848 a empresas comerciales en el Río de la Plata,[34] y fueron los padres del primogénito Esteban Saturnino Dufourq Panelo (Concordia, provincia de Entre Ríos, ca. 1858-Buenos Aires, 14 de octubre de 1941) que se enlazó con María Antonia Hirigoyen para concebir a Esteban Norberto Dufourq Hirigoyen (Buenos Aires, 6 de junio de 1889-ib., 11 de agosto de 1989),[42] y del segundogénito que fuera el capitán de navío Félix Dufourq Panelo[34][42][43] (Concordia, 25 de julio de 1860-Buenos Aires, 19 de mayo de 1909),[42][43] considerado el fundador de la localidad bonaerense Puerto Belgrano[42][44] el 30 de noviembre de 1898.[45]

- Ángela del Corazón de Jesús Panelo, nacida el 7 de abril de 1834 en la Ciudad de Buenos Aires, Argentina. Fue bautizada el 26 de abril de 1834 en Nuestra Señora de Montserrat, Arquidiócesis Metropolitana de Buenos Aires, Argentina. Contrajo matrimonio a los 23 años de edad el 14 de mayo de 1857 en la ciudad de Salto, Uruguay, con Antonio Decoud. Tuvieron 8 hijos.